# Abroñigal Alto

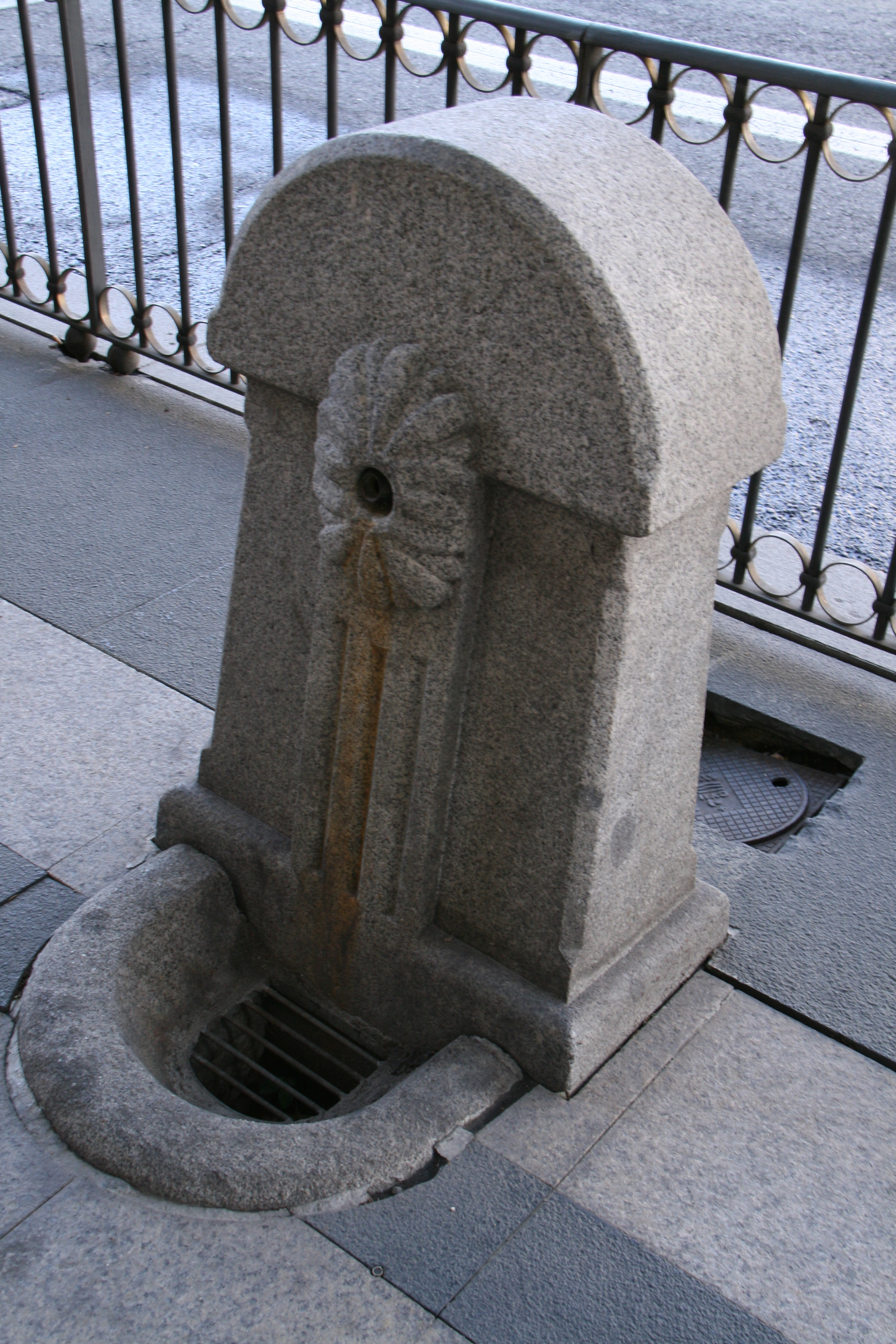
Una de las últimas fuentes urbanas alimentadas del viaje del Alto Abroñigal.

Abroñigal Alto (denominado también como Alto Abroñigal o Viaje del Alto Abroñigal) era un viaje de agua en Madrid que tenía su origen en la fuente del arroyo Abroñigal, en el término de Canillas.

## Recorrido y usos
Este viaje, junto con otros abasteció de agua potable a ciertas zonas de Madrid desde que fue construido en el año 1614 hasta mediados del siglo XIX. Entraba este viaje por la zona que corresponde en la actualidad al Barrio de Salamanca. El agua que proporcionaba este viaje era tenida como una de las de mejor calidad (comparada con el agua procedente de otros viajes).
El caudal de este viaje era de 56 reales de agua. Este viaje de agua alimentó a las fuentes de la Madrid (fuente de la Mariblanca), la de la Villa, así como a la Plaza de la Cebada. Según las medidas de la época era el agua más fina de los viajes que abastecían a las fuentes de Madrid.
A comienzos del siglo XIX muchos de los viajes de agua han sido aprovechados como canalizaciones de diversos servicios urbanos (teléfono, cableado, etc) y tan solo una fuente junto al Palacio de Correos recuerda su existencia.